# Więcki (województwo śląskie)
Więcki – wieś w Polsce położona w województwie śląskim, w powiecie kłobuckim, w gminie Popów.
| SIMC    | Nazwa    | Rodzaj    |
| ------- | -------- | --------- |
| 0143030 | Feliksów | część wsi |

W latach 1975–1998 miejscowość należała administracyjnie do województwa częstochowskiego.